# فوكاندو باربوسا
فوكاندو باربوسا (بالإسبانية: Facundo Barboza)‏ (31 يوليو 1996 في الأرجنتين - ) هو لاعب كرة قدم أرجنتيني في مركز الوسط.

## وصلات خارجية
- فوكاندو باربوسا على موقع قاعدة بيانات كرة القدم.إي يو (الإنجليزية)
- فوكاندو باربوسا على موقع Soccerway.com (الإنجليزية)